# Сандулешти (Арђеш)
Сандулешти (рум. Săndulești) насеље је у Румунији у округу Арђеш у општини Котмеана. Oпштина се налази на надморској висини од 535 m.

## Становништво
Према подацима из 2002. године у насељу је живело 31 становника, од којих су сви румунске националности.